# Перо Крецо
Перо Крецо (1846 — 1907) је био војвода, односно један од вођа босанско-херцеговачког устанка против отоманске власти 1875 — 1878. и посланик прве скупштине аустроугарске провинције Босне и Херцеговине.
Рођен је у Варцар Вакуфу (данашњи Мркоњић Град) и по занимању је био трговац.

Написао је аутобиографију под насловом „Животопис. Својеручно Перо Крецо, војвода“ у којој описује и догађања за време устанка у Босанској Крајини.
 Умро је у Босанском Петровцу 8. маја 1907. године. Једна од улица у Бањој Луци носи његово име.

## Политичко ангажовање
Као војвода изабран је 29. септембра 1877. године у привремену босанску владу председника Владимира Јонина.
Владу су чинили:
- Владимир Семјонович Јонин (Рус) - председник
- Јово Ерцег Скобла (Србин) - заменик председника

Чланови:
- Јово С. Билбија (Србин) - секретар
- Голуб Бабић (Србин) - војвода
- Вид Милановић (Србин) - војвода
- Перо Крецо (Србин) - војвода
- поп Василије Ковачевић (Србин) - четовођа
- поп Јово Пећанац (Србин) - четовођа
- Тривун Бундало (Србин) - четовођа
- Дамјан Ђурица (Србин) - четовођа
- Илија Шевић (Србин) - четовођа
- Илија Тривић (Србин) - четовођа
- Божо Љубоја (Србин) - четовођа
- фра Бонавентура-Боно Дрежњак (Хрват) - четовођа
- Нико Буро (Хрват) - четовођа
- Мато Јурета (Хрват) - четовођа

## Галерија
- Српски устанички војвода Перо Крецо са супругом.